# Osio Sopra
Osio Sopra är en ort och kommun i provinsen Bergamo i regionen Lombardiet i Italien. Kommunen hade 5 300 invånare (2018).